# Ніколь Гарсія
Ніко́ль Гарсія (фр. Nicole Garcia; нар. 22 квітня 1946, Оран, Алжир) — французька акторка, кінорежисерка та сценаристка. Багаторазова номінантка кінопремії «Сезар» та низки фестивальних кінонагород .

## Біографія
Ніколь Гарсія народилася у місті Орані в Алжирі. Ще до закінчення нею середньої школи, з початком Алжирської війни, у квітні 1962 році сім'я переїхала до Франції. У Парижі Ніколь поступила на юридичний факультет, паралельно закінчила акторські курси, а у 1967-му — Вищу національну консерваторію драматичного мистецтва. Кінодебют Ніколь Гарсії відбувся у 1968 році, в комедії Жана Жиро «Жандарм одружується» з Луї де Фюнесом у головній ролі.
Популярність Ніколь Гарсії принесла роль в історичному фільмі Бертрана Таверньє Нехай розпочнеться свято (1974). Головну роль уперше отримала у фільмі Допит з пристрастю (1977) режисера Лорана Еннемана. Пізніше знімалася у багатьох іменитих режисерів Франції.
У 1986 Ніколь Гарсія дебютувала як режисер, знявши короткометражний фільм «15 серпня», який було представлено на Каннському кінофестивалі. У 1990 році вона поставила драму «Вікенд на двох» з Наталі Бей, у 1994-му — стрічку «Улюблений син» з Жераром Ланвеном, який отримав за цю роботу премію «Сезар». Роль вдови-алкоголічки у кримінальній драмі Гарсії «Вандомська площа» (1998) принесла Катрін Денев премію Венеційського кінофестивалю.
На відміну від багатьох інших «акторів-режисерів», Ніколь Гарсія ніколи не знімалася у власних фільмах, проте продовжувала активно співпрацювати з іншими режисерами, а також активно працювати у театрі й на телебаченні.

## Особисте життя
Старший син, Фредерік Бельє-Гарсія (нар. 1965) — театральний режисер; молодший, П'єр Рошфор (нар. 1981) — кіноактор та співак, син Жана Рошфора.

## Фільмографія
Ролі в кіно
| Рік  | Українська назва                                 | Оригінальна назва                          | Режисер                  | Роль                         | Примітки                                                                            |
| ---- | ------------------------------------------------ | ------------------------------------------ | ------------------------ | ---------------------------- | ----------------------------------------------------------------------------------- |
| 1967 | Хлопчики й дівчатка                              | Des garçons et des filles                  | Етьєн Пер'є              | Коко                         |                                                                                     |
| 1968 | Жандарм одружується                              | Le gendarme se marie                       | Жан Жиро                 | дівчина, що складає протокол |                                                                                     |
| 1971 | Майстерність кохання — Еммануель та її сестри    | Faire l'amour: De la pilule à l'ordinateur | Жан-Габріель Альбікокко) |                              |                                                                                     |
| 1975 | Нехай розпочнеться свято                         | Que la fête commence                       | Бертран Таверньє         | La Fillon                    |                                                                                     |
| 1976 | Труп мого ворога                                 | Le corps de mon ennemi                     | Анрі Верней              | Гелен Мальва                 |                                                                                     |
| 1976 | Дуель (карантин)                                 | Duelle                                     | Жак Ріветт               | Жанна/Ельза                  |                                                                                     |
| 1976 | Спочинок                                         | Calmos                                     | Бертран Бліє             | співробітниця лабораторії    |                                                                                     |
| 1976 | Допит з пристрастю                               | La question                                | Лоран Еннеман            | Аньєс Шарло                  |                                                                                     |
| 1978 | Гульвіса                                         | Le Cavaleur                                | Філіп де Брока           | Марі-Франс                   | Премія «Сезар» за найкращу жіночу роль другого плану                                |
| 1978 | Метелик на плечі                                 | Un papillon sur l'épaule                   | Жак Дере                 | Соня                         |                                                                                     |
| 1979 | Операція «Чудовисько»                            | Ogro                                       | Джилло Понтекорво)       | Кармель                      |                                                                                     |
| 1980 | Мій американський дядечко                        | Mon oncle d'Amérique                       | Ален Рене                | Жанін Гарньє                 | номінація на премиію Сезар                                                          |
| 1981 | Одні та інші                                     | Les uns et les autres                      | Клод Лелуш               | Анна Майєр                   | телевізійний                                                                        |
| 1981 | Вітчим                                           | Beau-père                                  | Бертран Бліє             | Мартін                       |                                                                                     |
| 1981 | Що змусило тікати Давида?                        | Qu'est-ce qui fait courir David?           | Елі Шуракі               | Анна                         |                                                                                     |
| 1982 | Честь капітана                                   | L'Honneur d'un capitaine                   | П'єр Шендерфер           | Патриція Карон               |                                                                                     |
| 1983 | Вулиця дзеркал                                   | Via deglio Specchi                         | Джованна Гальярдо        | Франческа                    | телевізійний                                                                        |
| 1983 | Стелла                                           | Stella                                     | Лоран Ейнеманн           | Стелла                       |                                                                                     |
| 1983 | Слова, щоб сказати                               | Les mots pour le dire                      | Жозе Пінейро             | Марі                         |                                                                                     |
| 1983 | Офіціант                                         | Garçon!                                    | Клод Соте                | Клер                         |                                                                                     |
| 1985 | Небезпека у будинку (Смерть у французькому саду) | Péril en la demeure                        | Мішель Девіль            | Julia Tombsthay              | номінація на премію Сезар                                                           |
| 1986 | Чоловік і жінка: через 20 років                  | Un homme et une femme, 20 ans déjà         | Клод Лелуш               | Elle-même                    |                                                                                     |
| 1987 | Світло озера                                     | La Lumière du lac                          | Франческа Коменчіні      | Карлотта                     |                                                                                     |
| 1993 | Для маленьких радощів                            | Aux petits bonheurs                        | Мішель Девіль            | Аріан                        |                                                                                     |
| 1995 | Утікачки                                         | Fugueuses                                  | Надін Трентіньян         | Жанна                        |                                                                                     |
| 1999 | Кеннеді і я                                      | Kennedy et moi                             | Сем Карманн              | Анна Поларіс                 |                                                                                     |
| 2001 | Викрадення для Бетті Фішер                       | Betty Fisher et autres histoires           | Клод Міллер              | Марго Фішер                  | Срібний Х'юго МКФ у Чикаго, премія Монреальського МКФ, номінація на премію «Сезар») |
| 2002 | Трістан                                          | Tristan                                    | Філіп Гаррель            | мадам Дріант                 |                                                                                     |
| 2002 | Крихітка Лілі                                    | La Petite Lili                             | Клод Міллер              | Мадо Марсо                   |                                                                                     |
| 2002 | Історія Мари та Жульєна                          | Histoire de Marie et Julien                | Жак Ріветт               | подруга                      |                                                                                     |
| 2004 | Не робіть цього                                  | Ne fais pas ça                             | Люк Бонді                | Едіт                         |                                                                                     |
| 2004 | Останній день                                    | Le dernier jour                            | Родольф Марконі          | Марі                         |                                                                                     |
| 2008 | Точно на південь                                 | Plein sud                                  | Себастьєн Ліфшиц         | мати                         |                                                                                     |
| 2008 | Офіс Бога                                        | Les bureaux de Dieu                        | Клер Саймон              | Деніз                        |                                                                                     |
| 2009 | Одного дня у Версалі                             | Bancs publics (Versailles rive droite)     | Бруно Подалідес          | дама на радіо                |                                                                                     |
| 2013 | Ти шануватимеш свою матір і свою матір           | Tu honoreras ta mère et ta mère            | Бріжит Руан              | Джо                          |                                                                                     |
| 2015 | Чудові сім'ї                                     | Belles familles                            | Жан-Поль Раппно          |                              | у виробництві                                                                       |

### Ролі у театрі (вибірково)
- 1969 : Миізантроп (Мольєр), інсценування Michel Vitold, théâtre du Vieux-Colombier
- 1974 : Барабани в ночі (Бертольт Брехт, інсценування Robert Gironès, théâtre Mécanique
- 1974 : Les Premières Communions (Jean-François Prévand), за Альфредом Мюссе и Жорж Санд, інсценування Ніколь Гарсія, Vincennes
- 1974 : Cesare 1950 (Jean-Pierre Bisson), інсценування de l'auteur, Авіньйонський фестиваль
- 1974 : Les Caprices de Marianne (Альфред Мюссе), інсценування Jean-Pierre Bisson, Théâtre national de Strasbourg
- 1975 : Suréna (П'єр Корнель), інсценування Jean-Pierre Miquel, театр Одеон
- 1977 : Дядя Ваня (А. П. Чехов), інсценування Jean-Pierre Miquel, театр Одеон
- 1977 : Перикл (Вільям Шекспір), інсценування Роже Планшон, Національний народний театр
- 1985 : Двоє на гойдалках (Вільям Гібсон), інсценування Bernard Murat, Théâtre de la Madeleine
- 1990 : Полуденний розділ (Поль Клодель), інсценування Brigitte Jaques, théâtre de l'Atelier
- 1995 : Сцени з подружнього життя (Інгмар Бергман), інсценування Stéphan Meldegg & Rita Russek, théâtre de la Madeleine
- 2005 :  Коза, або Хто така Сільвія? (Едвард Олбі), інсценування Frédéric Bélier-Garcia, théâtre de la Madeleine
- 2012–2013 : Чайка (А. П. Чехов), інсценування Frédéric Bélier-Garcia, Théâtre des Célestins

### Режисерські роботи
- 1986 : 15 серпня / 15 août (короткометражний)
- 1990 : Вікенд на двох / Un week-end sur deux
- 1994 : Улюблений син / Le Fils préféré
- 1998 : Вандомська площа / Place Vendôme
- 2002 : Суперник / L'adversaire (за романом Емманюеля Каррера;
- 2006 : Як каже Шарлі / Selon Charlie
- 2010 : Балкон з виглядом на море / Un balcon sur la mer
- 2014 : Він пішов у неділю / Un beau dimanche
- 2016 : Ілюзія кохання / Mal de pierres
- 2020 : Коханці / Amants

## Визнання
| Рік                                        | Категорія                                                 | Фільм                      | Результат |
| ------------------------------------------ | --------------------------------------------------------- | -------------------------- | --------- |
| Премія «Сезар»                             |                                                           |                            |           |
| 1980                                       | Найкраща акторка другого плану                            | Гульвіса                   | Перемога  |
| 1981                                       | Найкраща акторка                                          | Мій американський дядечко  | Номінація |
| 1984                                       | Найкраща акторка                                          | Слова, щоб сказати         | Номінація |
| 1986                                       | Найкраща акторка                                          | Небезпека у будинку        | Номінація |
| 1991                                       | Найкращий дебютний фільм                                  | Вікенд на двох             | Номінація |
| 1995                                       | Найкращий дебютний фільм                                  | Улюблений син              | Номінація |
| 1995                                       | Найкраща режисерська робота                               | Улюблений син              | Номінація |
| 1999                                       | Найкраща режисерська робота                               | Вандомська площа           | Номінація |
| 1999                                       | Найкращий адаптований сценарій                            | Вандомська площа           | Номінація |
| 2002                                       | Найкраща акторка другого плану                            | Викрадення для Бетті Фішер | Номінація |
| 2017                                       | Найкращий фільм                                           | Ілюзія кохання             | Номінація |
| 2017                                       | Найкраща режисерська робота                               | Ілюзія кохання             | Номінація |
| 2017                                       | Найкращий адаптований сценарій (спільно з Жаком Ф'єскі)   | Ілюзія кохання             | Номінація |
| Премія Сан-Жорді (Каталонія, Іспанія)      |                                                           |                            |           |
| 1981                                       | Найкраща акторська гра в іноземному фільмі                | Мій американський дядечко  | Перемога  |
| Монреальський кінофестиваль                |                                                           |                            |           |
| 1985                                       | Найкраща акторка                                          | Мій американський дядечко  | Перемога  |
| 2001                                       | Найкраща акторка                                          | Викрадення для Бетті Фішер | Перемога  |
| 2001                                       | Приз ФІПРЕССІ                                             | Викрадення для Бетті Фішер | Перемога  |
| Каннський кінофестиваль                    |                                                           |                            |           |
| 1986                                       | Золота пальмова гілка за найкращий короткометражний фільм | 15 серпня                  | Номінація |
| 2002                                       | Золота пальмова гілка                                     | Суперник                   | Номінація |
| 2006                                       | Золота пальмова гілка                                     | Як каже Шарлі              | Номінація |
| 2016                                       | Золота пальмова гілка                                     | Ілюзія кохання             | Номінація |
| Міжнародний кінофестиваль у Карлових Варах |                                                           |                            |           |
| 1995                                       | Кришталевий глобус                                        | Улюблений син              | Номінація |
| Кінофестиваль у Авіньйоні                  |                                                           |                            |           |
| 1995                                       | Приз товариства драматичних авторів і композиторів (SACD) | Улюблений син              | Перемога  |
| Венеційський кінофестиваль                 |                                                           |                            |           |
| 1998                                       | Золотий лев                                               | Вандомська площа           | Номінація |
| Міжнародний кінофестиваль у Чикаго         |                                                           |                            |           |
| 2001                                       | Срібний Х'юго за найкраща жіночу роль                     | Викрадення для Бетті Фішер | Перемога  |

## Громадська позиція
У липні 2018 підтримала петицію Асоціації французьких кінорежисерів на захист ув'язненого у Росії українського режисера Олега Сенцова